# Gorybia senticosa
Gorybia senticosa är en skalbaggsart som beskrevs av Martins 1976. Gorybia senticosa ingår i släktet Gorybia och familjen långhorningar. Inga underarter finns listade i Catalogue of Life.